# Cases del Ramonet
Les Cases del Ramonet és una obra de Capellades (Anoia) protegida com a Bé Cultural d'Interès Local.

## Descripció
És un edifici d'enormes proporcions. Presenta planta rectangular i coberta a dues vessants. A la planta baixa hi ha 10 portes allindades adovellades amb turó. Al primer i segon pis 10 i 10 balcons alienats amb les portes i a dalt de tot 10 finestres formant golfa. La coberta forma barbacana a la façana principal. Un nínxol o capelleta, amb la imatge de Sant Ramon, decora la façana.

## Història
Segons J.Farriol un tal Ramonet, financer, va fer construir deu cases al carrer de Sant Ramon i quatre al carrer Girat, totes elles completament iguals.